# Praxidike (Mond)
Praxidike (auch Jupiter XXVII) ist einer der kleineren äußeren Monde des Planeten Jupiter.

## Entdeckung
Praxidike wurde am 23. November 2000 von Astronomen der Universität Hawaii entdeckt. Sie erhielt zunächst die vorläufige Bezeichnung S/2000 J 7.
Benannt wurde der Mond nach Praxidike, einer Geliebten des Zeus aus der griechischen Mythologie. 

## Bahndaten
Praxidike umkreist Jupiter in einem mittleren Abstand von 21.147.000 km in 625 Tagen und 7 Stunden. Die Bahn weist eine  Exzentrizität von 0,230 auf. Mit einer Neigung von 149,0° gegen die lokale Laplace-Ebene ist die Bahn retrograd, d. h., der Mond bewegt sich entgegen der Rotationsrichtung des Jupiter um den Planeten. 
Aufgrund ihrer Bahneigenschaften wird Praxidike der Ananke-Gruppe, benannt nach dem Jupitermond  Ananke, zugeordnet.

## Physikalische Daten
Praxidike  besitzt einen mittleren Durchmesser von etwa 7 km. Ihre Dichte wird auf 2,6 g/cm³ geschätzt. Sie ist vermutlich überwiegend aus silikatischem Gestein aufgebaut.
Praxidike weist eine sehr dunkle Oberfläche mit einer Albedo von 0,04 auf, d. h., nur 4 % des eingestrahlten Sonnenlichts werden reflektiert. Ihre scheinbare Helligkeit beträgt 21,2m.